# Noé Hernández (attore)
Noé Hernández (Atitalaquía, 10 novembre 1969) è un attore messicano.

## Biografia
Iscritto presso l'Università Autonoma dello Stato del Messico frequenta gli studi di arte drammatica. Ottenuta la laurea in giurisprudenza, segue la sua passione e, abbandonata la carriera di avvocato, diviene insegnante di scuole superiori di teatro e crea una sua scuola sperimentale.
Nel 2007 debutta in un ruolo cinematografico in Propiedad Ajena, e ottiene il successo nel 2011 con Miss Bala, ottenendo la prima candidatura al Premio Ariel.

## Filmografia

### Cinema
- Sin nombre, regia di Cary Joji Fukunaga (2009)
- El infierno, regia di Luis Estrada (2010)
- Miss Bala, regia di Gerardo Naranjo (2011)
- Cesar Chavez, regia di Diego Luna (2014)
- La tirisia, regia di Jorge Pérez Solano (2014)
- El Más Buscado, regia di José Manuel Cravioto (2014)
- 600 miglia (600 Millas), regia di Gabriel Ripstein (2015)
- Tenemos la carne, regia di Emiliano Rocha Minter (2016)
- Ocho de cada diez, regia di Sergio Umansky Brener (2018)
- Un couteau dans le cœur, regia di Yann Gonzalez (2018)
- Tijuana Bible, regia di Jean-Charles Hue (2019)

### Televisione
- Capadocia – serie TV, episodio 2x10 (2010)
- Crónica de Castas – serie TV, episodi 1x02-1x03 (2014)
- El Porvenir – serie TV, episodio 2x08 (2014)
- La Hermandad – serie TV, 14 episodi (2016)
- Run Coyote Run – serie TV, 12 episodi (2017)
- ZeroZeroZero – serie TV, episodi 1x01-1x02 (2020)
- Narcos: Messico – serie TV, 6 episodi (2020)

## Riconoscimenti
- Premio Ariel
  - 2012 – Candidatura a miglior attore per Miss Bala[1]
  - 2015 – miglior attore non protagonista per La tirisia
  - 2016 – miglior attore non protagonista per 600 Millas
  - 2017 – Candidatura a miglior attore per Tenemos la carne[1]
  - 2019 - Miglior attore per Ocho de cada diez[1]
  - 2024 - Miglior attore per Kokoloko